# Насон
Насон (на френски: Nassogne) е селище в Южна Белгия, окръг Марш ан Фамен на провинция Люксембург. Населението му е около 5000 души (2006).